# Sauverny (Ain)
Sauverny es una comuna francesa del departamento de Ain, en la región de Auvernia-Ródano-Alpes.

## Demografía
| 151 | 170 | 220 | 555 | 1 067 | 1 015 | 1 088 | 1 059 |
| Para los censos de 1962 a 1999 la población legal corresponde a la población sin duplicidades (Fuente: INSEE [Consultar]) |     |     |     |       |       |       |       |